# Obytce (zámek)
Obytce jsou tvrz přestavěná na zámek ve stejnojmenné obci v okrese Klatovy. Tvrz byla založena ve čtrnáctém století, ale dochovaná podoba je výsledkem renesanční a barokní přestavby a dalších úprav. Tvrz a pozdější zámek sloužil jako centrum panství, které patřilo nejprve rodu Obyteckých z Obytec, po nich Kocům z Dobrše, pánům z Gutštejna, Trauttmansdorffům a Thunům. Posledním významným majitelem se stal řád maltézských rytířů. Zámecký areál je od roku 1964 chráněn jako kulturní památka.

## Historie
Ves Obytce na počátku třináctého století patřila ke kolonizačnímu újezdu pražského svatojiřského kláštera, v jehož majetku je poprvé připomínána roku 1227. Okolo poloviny století vesnice přešla do šlechtických rukou a stala se centrem statku, jehož prvními známými držiteli byli roku 1379 Zbraslav a Bušek Obytečtí z Obytec. Roku 1483 odkázal Výšek z Obytec svůj majetek synu Václavovi, dcerám a strýcům Albrechtovi a Bohuslavu Vydunovi z Obytec. Podle Augusta Sedláčka však byl Výškovým strýcem i zmíněný Václav. Albrecht zemřel roku 1484. Jeho syn Bohuslav se o majetek rozdělil se strýcem Bohuslavem a ponechal si část panství tvořenou vesnicemi Obytce, Hoštice, Střítež, Lhotka, částí Kydlin a poplužím v Habarticích.
Bohuslav zemřel mezi lety 1534–1543. V dohodě z roku 1543 o rozdělení majetku mezi jeho syny Albrechta, Václava Vydunu, Jana, Šebestiána, Petra a Alexiho se nachází první zmínka o obytecké tvrzi. Tu si na čtyři díly rozdělili Václav, Jan, Petr a Alexi. Podle dohody každému z bratrů připadla čtvrtina kuchyně a jedno stání v konírně. Rozdělili si také obytné prostory. Petrovi připadla věž, komora a k věži přilehlá část světnice. Druhá část téže světnice připadla Aleximu spolu s pivnicí, spižírnou, dvěma komorami a síní. Jan měl polovinu světnice nad příkopem, komoru nad konírnou, komůrku na oves a dvě další komůrky. Šebestiánovi zůstala druhá polovina světnice nad příkopem, komora se slepicemi, pavlač, sklep, další dvě komory a místnost nad mostnicí. Všechny části postupně skoupil nejmladší Jan. Roku 1584 zemřel bez potomků a majetek odkázal Janu Kocovi z Dobrše a na Bystřici nad Úhlavou.
Jan Koc z Dobrše nejprve roku 1588 zapsal věno ve výši tisíc kop míšeňských grošů Ludmile, rozené z Chudenic, manželce jeho syna Jana Václava. Někdy ve druhé polovině šestnáctého století proběhla přestavba tvrze v renesančním slohu. Po otcově smrti celý statek připadl Janu Václavovi, kterému patřil až do smrti v roce 1608. Po něm panství vlastnili synové Diviš a později Adam Havel Kocové z Dobrše. Adam Havel statek roku 1631 prodal Václavu Markvartu Šofmanovi z Hemrlesu, kterého vystřídal Vilém Pikhart Břeněk ze Zeleného Údolí. Dalším majitelem se před rokem 1654 stal hrabě Maxmilián Jiří Koc z Dobrše, který panství rozšířil o vsi Bolešiny, Činovec a Myslovice. Po Maxmiliánově smrti v roce 1656 obytecký statek užívala vdova Anna Eliška Kocová, rozená z Chudenic. Zemřela roku 1663, ale zadlužené panství se dostalo do komisionálního prodeje a roku 1668 je koupil její starší syn z prvního manželství hrabě Jindřich Bedřich z Gutštejna. Dalším majitelem se stal roku 1685 hrabě Leopold Antonín z Trauttmansdorffu a po něm roku 1700 Adam Humprechtt Fortunát Koc z Dobrše. Od něj panství brzy potom koupil Jan Karel z Unwerthu a rozšířil je o Otín, Předslav a Mlázovy. Posledním šlechtickým majitelem panství se stal roku 1751 Vigilius Thun, který je krátce poté věnoval maltézským rytířům. Řádu potom statek patřil až do roku 1926, kdy se dostal do soukromých rukou. Ve druhé polovině dvacátého století zámek sloužil mimo jiné jako sklad národního podniku Mototechna a depozitář klatovského Okresního archívu. V poslední čtvrtině dvacátého století nebyl zámek udržován a chátral. Střechou zatékalo a voda poškodila obvodové stěny, ale střecha i poničené zdi byly před rokem 2005 opraveny.

## Stavební podoba
Gotická tvrz ve vsi stávala již ve čtrnáctém století. Podle popisu místností z poloviny šestnáctého století ji chránil vodní příkop, přes který se přecházelo po padacím mostě. Samotná tvrz se skládala z několika budov včetně věže. Renesanční přestavba proběhla v šestnáctém století a dochovaná podoba je výsledkem barokní přestavby ve třicátých letech osmnáctého století. Při ní zaniklo opevnění a budova získala půdorys písmene U. Předpokládané gotické zdivo středověké tvrze se dochovalo v západní části severního křídla. Podle popisu z osmnáctého století se do zámku vstupovalo průjezdem v severním křídle, nad kterým stávala věžička s hodinami. Severní a západní křídlo se do dvora otevíralo arkádami. Přízemní prostory jsou zaklenuté renesančními hřebínkovými klenbami, zatímco místnosti v prvním patře mají ploché stropy. Před rokem 1807 byl postaven balkon nad vchodem a při některé z dalších úprav majitelé strhli věžičku a postavili krátké východní křídlo s vnějším schodištěm do prvního patra. Z dalších architektonických prvků se dochovala černá kuchyně se sopouchem a pod novodobými fasádami byla nalezena renesanční sgrafita.
K památkově chráněnému areálu patří kromě zámecké budovy také sýpka, správní budova (čp. 66), dvojice chlévů, ohradní zeď se dvěma branami a přilehlý park.